# Siuski jezici
Siuski jezici su porodica sjevernoameričkih indijanskih jezika nekad rasprostranjena na tri glavna područja. Jedna grupa živjela je na području prerija, to bijahu Siusi i srodne grupe Hidatsa, Chiwere, Dhegiha i Mandan. Druga grana govornika siuskih jezika bijaše uz atlantsku obalu sjeverne Amerike na područjima Sjeverne i Južne Karoline i zaleđu susjedne Virginije. Siuski jezici dobili su ime po Siusima. Članovi su: Adshusheer, Assiniboin, Backhooks, Biloxi, Cape Fear, Catawba, Cheraw, Congaree, Crow, Eno, Hidatsa, Hooks, Iowa, Kansa, Keyauwee, Manahoac, Mandan, Missouri, Monacan, Moneton, Mosopelea, Nahyssan, Occaneechi, Omaha, Osage, Oto, Pedee, Ponca, Quapaw, Santee, Saponi, Sewee, Shakori, Sioux, Sissipahaw, Sugeree, Tutelo, Waccamaw, Warrennuncock, Wateree, Waxhaw, Winnebago, Winyaw, Woccon, Yadkin.

## Jezici
Obuhvaća 17 jezika
a. Catawba (1): catawba [chc]
b. Siouan vlastiti (16):
b1. Central (11)
a. Mandan (1): mandan [mhq]
b. Mississippi Valley (10)
b1. Chiwere (1): iowa-oto [iow].
b2. Dakota (4): assiniboine [asb], dakota [dak], lakota [lkt], stoney [sto].
b3. Dhegiha (4): kansa [ksk], omaha-ponca [oma], osage [osa], quapaw [qua].
b4. Winnebago (1): ho-chunk [win]
b2. Missouri Valley (2): crow [cro], hidatsa [hid]
b3. Jugoistočni (3):
a. Biloxi-Ofo (2): biloxi [bll], ofo [ofo]
b. Tutelo (1): tutelo [tta]

## Klasifikacija plemena po skupinama (prema W. J. McGee-ju)
1. Dakota-Assiniboin
A. Santee, uključuju:
a. Mdewakanton ili Mde-wa-kan´-ton-wan ("Spirit Lake village") i
b. Wahpekute ili Wa-qpe´-ku-te ("Shoot among deciduous trees"), uglavnom u okrugu Knox, Nebraska, na Santee reservation, i nešto na Fort Peck Reservation, Montana.
c. Sisseton ili Si-si´-ton-wan´ ("Fish-scale village"), najviše na Sisseton Reservation, Južna Dakota, dijelom na Devils Lake Reservation, Sjeverna Dakota.
d. Wahpeton ili Wa´-qpe´-ton-wan ("Dwellers among deciduous trees"), poglavito na Devils Lake Reservation, Sjeverna Dakota.
B. Yankton, uključuju
a. Yankton ili I-hank´-ton-wan ("End village"), u Yankton village, Južna Dakota.
.b. Yanktonai ili I-hank´-ton-wan-na ("Little End village"), sastoje se od:
a. Upper Yanktonai, na Standing Rock Reservation, Sjeverna Dakota, s bandom Pabaksa ili Pa´-ba-kse ("Cut head") na Devils Lake Reservation, Sjeverna Dakota.
b. Lower Yanktonai, ili Hunkpatina ("Campers at the horn [ili end of the camping circle]"), uglavnom na Crow Creek Reservation, Južna Dakota, neki i na Standing Bock Reservation, Sjeverna Dakota, ostali na Fort Peck Reservation, Montana.
C. Teton ili Ti´-ton-wan ("Prairie dwellers"), sastoje se od:
a. Brulé ili Si-tcan´-xu ("Burnt thighs "), uključuju Upper Brule, većina na Rosebud Reservation, Južna Dakota i Lower Brule, na Lower Brule Reservation, u istoj državi, ali neki i na Standing Rock Reservation, Sjaverna Dakota, ostali na Fort Peck Reservation, Montana.
b. San Arcs ili I-ta´-zip-tco ("Without bows"), poglavito na Cheyenne River reservation, Južna Dakota, ostali an Standing Rock Reservation, Sjeverna Dakota.
c. Blackfeet ili Si-ha´-sa-pa ("Black-feet"), poglavito na Cheyenne River Reservation, Južna Dakota, ostali na Standing Rock Reservation, Sjeverna Dakota.
d. Miniconjou ili Minneconjou ili Mi´-ni-ko´-o-ju ("Plant beside the stream"), poglavito na Cheyenne River Reservation, Južna Dakota, dijelom i na Rosebud Reservation, Južna Dakota, neki i na Standing Rock Reservation, Sjeverna Dakota.
e. Two Kettles ili O-o´-he non´-pa ("Two boilings"), on Cheyenne River reservation, Južna Dakota.
f. Oglala ili O-gla´-la ("She poured out her own"), poglavito na Pine Ridge Reservation, Južna Dakota, neki na Standing Rock Reservation, Sjeverna Dakota, uključujući gens Wa-ja´-ja ("Fringed") na Pine Ridge Reservation, Južna Dakota, and Loafers ili Wa-glu´-xe ("Inbreeders"), većinom na Pine Ridge Reservation, neki an Rosebud Reservation, Južna Dakota.
g. Hunkpapa ("At the entrance"), na Standing Rock Reservation, Sjeverna Dakota.
D. Assiniboin ("Cook-with-stones people"), nazivaju sebe Nakota i Hohe ("Rebels") od Santeeja Dakota; ogranak su od Yanktonnai Siouxa, porijeklom od bande Wazikute; žive na Fort Peck i Fort Belknap Reservation, Montana, ostali kao Stonies u Kanadi; sastoje se od 8 bandi koje Maximilian 1833 naziva:
a. Itscheabine ("Les gens des filles"=Girl people?).
b. Jatonabine ("Les gens des roches"=Stone people); po svoj prilici vodeća banda.
c. Otopachguato ("Les gens du large"=Roamers?).
d. Otaopabine ("Les gens des canots"=Canoe people?).
e. Tschantoga ("Les gens des bois"=Forest people).
f. Watopachnato ("Les gens de l'age"=Ancient people?).
g. Tanintauei ("Les gens des osayes"=Bone people).
h. Chabin ("Les gens des montagnes"=Mountain people).
2. Dhegiha ili Cegiha ("People Dwelling here")
A Omaha U-man-han ("Upstream people"), locirani na Omaha Reservation, Nebraska. Prema Jamesu (1819) sastoje se od segmenata koje naziva bandama, us stvari vjerojatno su to nazivi klanova, dok bi njegova 'plemena' mogla biti bratstva (klasična dualna podjela): 
a. Honga-sha-no pleme,
1. Wase-ish-ta band.
2. Enk-ka-sa-ba band.
3. Wa-sa-ba-eta-je ("Those who do not touch bears") band.
4. Ka-e-ta-je ("Those who do not touch turtles") band.
5. Wa-jinga-e-ta-je band.
6. Hun-guh band.
7. Kon-za band.
8. Ta-pa-taj-je band.
b. Ish-ta-sun-da ("Gray eyes") pleme, uključuje:
1. Ta-pa-eta-je band.
2. Mon-eka-goh-ha ("Earth makers") band.
3. Ta-sin-da ("Bison tail") band.
4. Ing-gera-je-da ("Red dung") band.
5. Wash-a-tung band.
B. Ponka ("Medicine"?), uglavnom na Ponca Reservation, Indian Territory, dijelom na agenciji Santee, Nebraska.
C. Kwapa, Quapaw ("Downstream people," u korelaciji s Omaha),  "Arkansa" kod ranijih pisaca, najviše na bivšem Osage Reservation, Oklahoma, dijelom na Quapaw reservation, Indian Territory.
D. Osage ili Wa-ca´-ce ("People"), sastoje se od:
a. Big Osage ili Pa-he´-tsi ("Campers on the mountain"), na Osage reservation, Indian Territory.
b. Little Osage ili Utsehta ("Campers on the lowland,") na Osage reservation, Indian Territory.
c. Santsukhdhi ("Campers in the highland grove") ili "Arkansa band," na Osage reservation, Indian Territory.
E. Kansa ili Kan´-ze, često nazivani Kaw, na Kansas reservation, Indian Territory.
3. Chiwere ("People of this place")
A. Iowa ili Pa-qo-tce ("Dusty-heads"), uglavnom na Great Nemaha reservation, Kansas i Nebraska, dijelom na Sac and Fox reservation, Indian Territory.
B. Oto ili Wa-to´-ta ("Aphrodisian"), na Otoe reservation, Indian Territory.
C. Missouri ili Ni-u´-t'a-tci na Otoe Reservation, Indian Territory.
4. Winnebago
Winnebago ( "Turbid water people"?) ili Ho-tcan-ga-ra ("People of the parent speech"), poglavito na Winnebago reservation, Nebraska, neki u Wisconsinu, nešto u Michiganu; Prema Schoolcraftu (1850) sastojali su se od 21 bande, viz.:
a. Little Mills' band.
b. Little Dekonie's band.
c. Maw-kuh-soonch-kaw's band.
d. Ho-pee-kaw's band.
e. Waw-kon-haw-kaw's band.
f. Baptiste's band.
g. Wee-noo-shik's band.
h. Con-a-ha-ta-kaw's band.
i. Paw-sed-ech-kaw's band.
j. Taw-nu-nuk's band.
k. Ah-hoo-zeeb-kaw's band.
l. Is-chaw-go-baw-kaw's band.
m. Watch-ha-ta-kaw's band.
n. Waw-maw-noo-kaw-kaw's band.
o. Waw-kon-chaw-zu-kaw's band.
p. Good Thunder's band.
q. Koog-ay-ray-kaw's band.
r. Black Hawk's band.
s. Little Thunder's band.
t. Naw-key-ku-kaw's band.
u. O-chin-chin-nu-kaw's band.
5. Mandan
Mandan (prema Catlinu sebe su zvali See-pohs-kah-nu-mah-kah-kee, "People of the pheasants;" prema Maximilianu Numangkake. Na rezervatu Fort Berthold reservation, Sjeverna Dakota. 184. imali su 3 sela.
6. Hidatsa
A. Hidatsa ili Minitari ("Cross the water," ili ponekad Gros Ventres); na Fort Berthold reservation, Sjeverna Dakota. Postojale su 3 bande i sela:
a. Hidatsa.
b. Amatiha ("Earth-lodge [village]"?).
c. Amahami ("Mountain-country [people]"?).
B. Crow ili Ab-sa´-ru-ke, na Crow Reservation, Montana.
7. Biloxi
A. Biloxi ("Trifling" ili "Worthless" u Choctaw)ilir Ta-neks´ Han-ya-di´ ("Original people" u njihovom jeziku); dijelom u župi Rapides parish, Louisiana; dijelom na Indian Territory, s Choctaw i Caddo.
B. Pascagoula ili Paskagula ("Bread people" in Choctaw), možda nestali. /Muskhogean pleme/.
C. ?Moctobi (značenje nepoznato), nestali.
D. ?Chozetta (značenje nepoznato), nestali.
8. Monacan
Monakan konfederacija.
A. Monakan ("Country [people of?]"), ? nestali.
B. Meipontsky (značenje nepoznato), nestali.
C. ?Mahoc (značenje nepoznato), nestali.
D. Nuntaneuck ili Nuntaly (značenje nepoznato), nestali.
E. Mohetan /Moneton/ ("People of the earth"?), nestali.
Tutelo.
A. Tutelo ili Ye-san´ (značenje nepoznato), možda nestali.
B. Saponi (značenje nepoznato), možda nestali.
C. Occanichi (Occaneechi) (značenje nepoznato), možda nestali.
?Manahoac konfederacija, nestali.
A. Manahoac (značenje nepoznato).
B. Stegaraki (značenje nepoznato).
C. Shackakoni (značenje nepoznato).
D. Tauxitania (značenje nepoznato).
E. Ontponi (značenje nepoznato).
F. Tegniati (značenje nepoznato).
G. Whonkentia (značenje nepoznato).
H. Hasinninga (značenje nepoznato).
9. Catawba ili Ni-ya ("People")_
A. Catawba (značenje nepoznato; zovu sebe Ni-ya, "Men"), gotovo nestali.
B. Woccon (značenje nepoznato), nestali.
C. ? Sissipahaw (značenje nepoznato), nestali.
D. ? Cape Fear (nepoznato vlastito ime), nestali.
E. ? Warrennuncock (značenje nepoznato), nestali.
F. ? Adshusheer (značenje nepoznato), nestali.
G. ? Eno (značenje nepoznato), nestali.
H. ? Shakori ili Shocco (značenje nepoznato), nestali.
I. ? Waxhaw (značenje nepoznato), nestali.
J. ? Sugeree (značenje nepoznato), nestali.
K. Santee (značenje nepoznato).
L. Wateree (od catawba wateran, "to float in the water").
M. Sewee (značenje nepoznato).
N. Congaree (značenje nepoznato).
10. Cheraw (Sara) (nestali)
A. Sara ("Tall grass").
B. Keyauwee (značenje nepoznato).
11. ? Pedee (extinct)
A. Pedee (meaning unknown).
B. Waccamaw (meaning unknown).
C. Winyaw (meaning unknown).
D."Hooks" i "Backhook"(?).

## Vanjske poveznice
- Ethnologue (14th)
- Ethnologue (15th)
- Sioux Indian Family History
- Siouan Family
- W. J. McGee, Siouan Indians  Arhivirana inačica izvorne stranice od 10. prosinca 2014. (Wayback Machine)
- Familia Siouan
- Siouan-Catawban: Mithun 1999